# 4473 Sears
4473 Sears este un asteroid din centura principală, descoperit pe 28 februarie 1981 de Schelte Bus.